# 쿠이우이
쿠이우이(Chasmistes cujus) 네바다의 북서지역 피라미드 호에만 서식하는 서커의 일종이다.
주식은 동물성플랑크톤이며 식물성플랑크톤을 먹기도 한다. 수컷 쿠이우이의 최대 몸길이는 53센티미터이며 몸무게는 1.6킬로그램이다. 암컷은 수컷보다 커서 몸길이 64센티미터에 몸무게 2.7킬로그램이다. 보통 수명은 40년이며, 성적으로 성숙하기에는 최소 8년이 걸린다. 쿠이우이는 심각한 멸종위기종일 뿐만 아니라 이들이 속한 속의 몇 안되는 종이다.
쿠이우이의 개체수는 일반적으로 증가하고 있으며, 미국정부의 노력에 힘입어 1993년에는 개체수가 백만마리 이상이 되었다. 보전을 위해 정부는 양식장을 이용했다. 개체수가 감소한 이유는 피라미드 호에 흘러드는 트럭키 강의 수질이 악화되 번식이 지체되었기 때문이다. 이들의 미래는 미국 하원이 통과시킨 보호계획에 의해 어느 정도 가망이 있어보인다. 피라미드 호에서 평상시 서식하지만 번식을 위해서는 반드시 트럭키 강을 이용해야 한다. 염호에서는 번식이 불가능한 것으로 나타나서 피라미드 호와 트럭키 강의 포괄적인 관리가 필요하다. 한때 이지역 원주민에게 주요 식량원이었지만, 멸종위기종에 치닥다 보니 이제는 원주민들이 나서서 인공번식을 해 종 복원에 힘을 쓰고 있다.

## 서식지
현재 오직 네바다주의 피라미드 호에 서식하는 종이다. 한때는 근처의 위네무카 호에도 서식하였지만, 1930년대 가뭄과 호수로 들어오는 수원을 무분별하게 사용함에 따라 사라지게 되었다.

## 같이 보기
- 지표면 유출
- 열 오염